# Florin Mergea
Florin Mergea (Craiova, 26 januari 1985) is een Roemeense tennisspeler. Hij heeft zeven ATP-toernooien gewonnen in het dubbelspel. Daarnaast stond hij nog eens acht keer in de finale van toernooien in het dubbelspel. Hij deed al mee aan grandslamtoernooien. Hij heeft zeventien challengers in het dubbelspel op zijn naam staan.

## Palmares dubbelspel
| Nr.                              | Datum            | Toernooi              | Ondergrond    | Partner                     | Tegenstanders in finale                   | Score               | Details |
| -------------------------------- | ---------------- | --------------------- | ------------- | --------------------------- | ----------------------------------------- | ------------------- | ------- |
| Gewonnen finales herendubbel     |                  |                       |               |                             |                                           |                     |         |
| 1.                               | 20 oktober 2013  | ATP Wenen             | Hardcourt (I) | Lukáš Rosol                 | Julian Knowle Daniel Nestor               | 7-5, 6-4            | Details |
| 2.                               | 9 februari 2014  | ATP Viña del Mar      | Gravel        | Oliver Marach               | Juan Sebastián Cabal Robert Farah Maksoud | 6-3, 6-4            | Details |
| 3.                               | 20 juli 2014     | ATP Hamburg           | Gravel        | Marin Draganja              | Alexander Peya Bruno Soares               | 6-4, 7-5            | Details |
| 4.                               | 10 mei 2015      | ATP Madrid            | Gravel        | Rohan Bopanna               | Marcin Matkowski Nenad Zimonjić           | 6-2, 6-7(5), [11-9] | Details |
| 5.                               | 14 juni 2015     | ATP Stuttgart         | Gras          | Rohan Bopanna               | Alexander Peya Bruno Soares               | 5-7, 6-2, [10-7]    | Details |
| 6.                               | 24 april 2016    | ATP Boekarest         | Gravel        | Horia Tecău                 | Chris Guccione André Sá                   | 7-5, 6-4            | Details |
| 7.                               | 30 april 2017    | ATP Barcelona         | Gravel        | Aisam-ul-Haq Qureshi        | Philipp Petzschner Alexander Peya         | 6-4, 6-3            | Details |
| Verloren finales herendubbel     |                  |                       |               |                             |                                           |                     |         |
| 1.                               | 17 januari 2015  | ATP Auckland          | Hardcourt     | Dominic Inglot              | Raven Klaasen Leander Paes                | 6-7(1), 4-6         | Details |
| 2.                               | 8 februari 2015  | ATP Montpellier       | Hardcourt (I) | Dominic Inglot              | Marcus Daniell Artem Sitak                | 6-3, 4-6, [14-16]   | Details |
| 3.                               | 12 april 2015    | ATP Casablanca        | Gravel        | Rohan Bopanna               | Rameez Junaid Adil Shamasdin              | 6-3, 2-6, [7-10]    | Details |
| 4.                               | 21 juni 2015     | ATP Halle             | Gras          | Rohan Bopanna               | Raven Klaasen Rajeev Ram                  | 6-7(5), 2-6         | Details |
| 5.                               | 22 november 2015 | ATP World Tour Finals | Hardcourt (i) | Rohan Bopanna               | Jean-Julien Rojer Horia Tecău             | 4-6, 3-6            | Details |
| 6.                               | 16 januari 2016  | ATP Sydney            | Hardcourt     | Rohan Bopanna               | Jamie Murray Bruno Soares                 | 3-6, 6-7(6)         | Details |
| 7.                               | 8 mei 2015       | ATP Madrid            | Gravel        | Rohan Bopanna               | Jean-Julien Rojer Horia Tecău             | 4-6, 6-7(5)         | Details |
| Gewonnen challengers herendubbel |                  |                       |               |                             |                                           |                     |         |
| 1.                               | 2 augustus 2004  | Timișoara             | Gravel        | Horia Tecău                 | Marius Calugaru Ciprian Petre Porumb      | 6-3, 6-3            |         |
| 2.                               | 4 oktober 2004   | Rome                  | Gravel        | Werner Eschauer             | Francesco Aldi Francesco Piccari          | 6-7(5), 6-3, 6-0    |         |
| 3.                               | 25 juni 2007     | Almaty                | Gravel        | Teodor-Dacian Craciun       | Alexey Kedryuk Aleksandr Koedrjavtsev     | 6-2, 6-1            |         |
| 4.                               | 3 september 2007 | Brașov                | Gravel        | Horia Tecău                 | Adrian Cruciat Marcel-Ioan Miron          | 5-7, 6-3, [10-8]    |         |
| 5.                               | 25 februari 2008 | Cherbourg-Octeville   | Hardcourt (I) | Horia Tecău                 | Jean-Claude Scherrer Marcio Torres        | 7-5, 7-5            |         |
| 6.                               | 12 mei 2008      | Marrakesh             | Gravel        | Frederico Gil               | James Auckland Jamie Delgado              | 6-2, 6-3            |         |
| 7.                               | 23 juni 2008     | Constanța             | Gravel        | Horia Tecău                 | Júlio Silva Simone Vagnozzi               | 6-4, 6-2            |         |
| 8.                               | 5 september 2011 | Brașov                | Gravel        | Victor-Mugurel Anagnastopol | Dušan Lojda Benoît Paire                  | 6-2, 6-3            |         |
| 9.                               | 23 juli 2012     | Oberstaufen           | Gravel        | Andrei Dăescu               | Andrej Koeznetsov Jose Rubin Statham      | 7-6(4), 7-6(1)      |         |
| 10.                              | 20 augustus 2012 | Segovia               | Hardcourt     | Stefano Ianni               | Konstantin Kravtsjoek Nikolaus Moser      | 6-2, 6-3            |         |
| 11.                              | 27 augustus 2012 | Como                  | Gravel        | Philipp Marx                | Colin Ebelthite Jaroslav Pospíšil         | 6-4, 4-6, [10-4]    |         |
| 12.                              | 8 oktober 2012   | Rennes                | Hardcourt (I) | Philipp Marx                | Tomasz Bednarek Mateusz Kowalczyk         | 6-3, 6-2            |         |
| 13.                              | 13 oktober 2013  | Genève                | Hardcourt (I) | Oliver Marach               | Nicholas Monroe Simon Stadler             | 6-4, 3-6, [10-7]    |         |
| 14.                              | 3 november 2013  | Rennes                | Hardcourt (I) | Oliver Marach               | František Čermák Philipp Oswald           | 6-4, 6-3            |         |
| 15.                              | 4 augustus 2019  | Sopot                 | Gravel        | Andre Begemann              | Karol Drzewiecki Mateusz Kowalczyk        | 6-1, 3-6, [10-8]    |         |
| 16.                              | 18 augustus 2019 | Meerbusch             | Gravel        | Andre Begemann              | N.Sriram Balaji Vishnu Vardhan            | 7-6, 6-7, [10-3]    |         |
| 17.                              | 1 september 2019 | Como                  | Gravel        | Andre Begemann              | Fabricio Neis Pedro Sousa                 | 5-7, 7-5, [14-12]   |         |

## Resultaten grandslamtoernooien
| Legenda | Legenda                          |
| ------- | -------------------------------- |
| g.t.    | geen toernooi gehouden           |
| l.c.    | lagere categorie                 |
| –       | niet deelgenomen                 |
| G       | uitgeschakeld in de groepsfase   |
| 1R      | uitgeschakeld in de eerste ronde |
| 2R      | uitgeschakeld in de tweede ronde |
| 3R      | uitgeschakeld in de derde ronde  |
| 4R      | uitgeschakeld in de vierde ronde |
| KF      | uitgeschakeld in de kwartfinale  |
| HF      | uitgeschakeld in de halve finale |
| F       | de finale verloren               |
| W       | het toernooi gewonnen            |
| w-v     | winst/verlies-balans             |

### Mannendubbelspel
| Grandslamtoernooien   |      |      |      |      |      |      |      |        |
| Australian Open       | –    | –    | 2R   | KF   | 3R   | 3R   | 1R   | 8-5    |
| Roland Garros         | 2R   | 2R   | HF   | 3R   | KF   | 1R   | –    | 11-6   |
| Wimbledon             | –    | 1R   | 1R   | HF   | 3R   | 3R   | –    | 8-5    |
| US Open               | –    | 1R   | 2R   | KF   | –    | –    | –    | 4-3    |
| Winst-verlies         | 1-1  | 1-3  | 6-4  | 14-4 | 7-4  | 4-3  | 0-1  | 33-20  |
| ATP World Tour Finals |      |      |      |      |      |      |      |        |
| ATP World Tour Finals | –    | –    | –    | F    | –    | –    | –    | 3-2    |
| ATP Masters 1000      |      |      |      |      |      |      |      |        |
| Indian Wells          | –    | –    | –    | KF   | 1R   | 2R   | –    | 3-3    |
| Miami                 | –    | –    | –    | 1R   | 1R   | 1R   | –    | 0-3    |
| Monte Carlo           | –    | –    | –    | 1R   | KF   | 2R   | –    | 2-3    |
| Hamburg               | –    | l.c. | l.c. | l.c. | l.c. | l.c. | l.c. | 0–0    |
| Madrid                | –    | –    | –    | W    | F    | 1R   | 1R   | 8-3    |
| Rome                  | –    | –    | –    | 2R   | HF   | 2R   | –    | 4-3    |
| Montreal/Toronto      | –    | –    | –    | 2R   | HF   | –    | –    | 2-2    |
| Cincinnati            | –    | –    | –    | KF   | 2R   | –    | –    | 1-2    |
| Shanghai              | l.c. | –    | HF   | –    | –    | –    | –    | 3-1    |
| Parijs                | –    | –    | 1R   | KF   | –    | –    | –    | 1-2    |
| Olympische Spelen     |      |      |      |      |      |      |      |        |
| Olympische Spelen     | –    | g.t. | g.t. | g.t. | F    | g.t. | g.t. | 0-0    |
| Statistieken          |      |      |      |      |      |      |      |        |
| Totaal aantal titels  | 0    | 1    | 2    | 2    | 1    | 1    | 0    | 7      |
| Eindejaarsranking     | 115  | 64   | 24   | 11   | 26   | 53   | 575  | n.v.t. |